# One Shell Plaza
One Shell Plaza – wieżowiec w Houston w Stanach Zjednoczonych. Zaprojektowany został przez Wilson, Morris, Crain & Anderson oraz Skidmore, Owings & Merrill. Wykonano go w stylu międzynarodowym. Ma 218 metry wysokości i 50 pięter. W latach 1971–1980 był to najwyższy budynek w mieście oraz w całym Teksasie. W latach 1971–1975 był to także najwyższy na świecie budynek wykonany ze wzmocnionego betonu.
Wykorzystywany jest w celach biurowych i komunikacyjnych. Okna budynku w mają kolor brązowy. Znajduje się na podwyższonym podium i stoi frontem do City Hall Park. Pod podium ciągną się parkingi i centra handlowe. Na 49. piętrze znajduje się The Downtown Club, klub znajdujący się tu od 1972 roku. Znajduje się tutaj również światowa siedziba Shell Oil Company oraz małe muzeum na pierwszym piętrze, przedstawiające historię Shell Oil Company. Wiosną 2004 roku część wyposażenia anteny na dachu budynku została poddana zabiegom konserwacyjnym. Zakończyły się one w kwietniu tego samego roku. Antena ta była jednym z najważniejszych przekaźników KRIV-TV. Zaczęła ona nadawać w tym samym roku, w którym oddano budynek do użytku.